# Villeron
Villeron – miejscowość i gmina we Francji, w regionie Île-de-France, w departamencie Dolina Oise.
Według danych na rok 2010 gminę zamieszkiwało 811 osób, a gęstość zaludnienia wynosiła 145 osób/km².